# ¡Happy Birthday Guadalupe!
«Happy Birthday Guadalupe!» (en español, ¡Feliz cumpleaños Guadalupe!) es una canción de Navidad de la banda de rock de Las Vegas The Killers grabada junto con Wild Light y el Mariachi El Bronx y lanzado como descarga digital en Día Mundial del Sida, el 1° de diciembre de 2009.
La banda continúa con la tradición de lanzar una canción de Navidad cada año, y será el cuarto año consecutivo canción de Navidad anual desde 2006, siendo los otros "A Great Big Sled" (2006), "Don't Shoot Me Santa" (2007) y "Joseph, Better You Than Me" (2008). Todas las ganancias de los sencillos de Navidad son a beneficio de la campaña (Product)RED

## Video musical
El video musical es protagonizado por Luke Perry, y fue lanzado el 1 de diciembre de 2009. En él, Perry es un vaquero buscando en el desierto por un largo tiempo a su amor perdido, una mujer llamada Guadalupe. 
en esta canción se hace referencia de la virgen guadalupe es una advocación mariana de la Iglesia católica, cuya imagen tiene su principal centro de culto en la Basílica de Guadalupe, en el norte de la Ciudad de México.

## Listas
| Lista (2009)                   | Mejor posición |
| ------------------------------ | -------------- |
| Reino Unido (UK Singles Chart) | 110            |